# Квасер
Квасе́р (рос. Квасер) — присілок в Кезькому районі Удмуртії, Росія.
Населення — 37 (2010; 53 в 2002).
Національний склад станом на 2002 рік:
- удмурти — 89 %

Урбаноніми:
- вулиці — Джерельна, Логова